# Curt Kirkwood
Curt Kirkwood (* 10. ledna 1959) je americký zpěvák, kytarista a hudební skladatel. Vyrůstal ve Phoenixu, avšak později přesídlil do Austinu v Texasu.
Curt je jeden ze zakladatelů a zpěvák alternativní rockové kapely Meat Puppets. Kapelu založil společně se svým bratrem Chrisem Kirkwoodem. Do povědomí širšího publika se dostal mimo jiné díky účinkování na akustickém koncertě Nirvany, který později vyšel na CD pod názvem „MTV Unplugged in New York“.